# Alphonse Barbé
Alphonse Joseph Barbé (Vannes, 17 dicembre 1885 – Falaise, 21 novembre 1983) è stato un attivista, anarchico e editore francese, noto per essere stato un difensore dell'obiezione di coscienza.

## Biografia
Primogenito di sei figli, Alphonse Barbé nacque a Vannes nel 1885. Iniziò a lavorare come mugnaio a fianco del padre e all'età di diciotto anni svolse il servizio militare ad Algeri.
Dopo aver preso parte a una conferenza di Sébastien Faure aderì al movimento libertario. Prima dello scoppio del primo conflitto mondiale sostenne lo sciopero generale contro la mobilitazione per la guerra, e fu tra gli oppositori del Manifesto dei Sedici e della Sacra Unione.

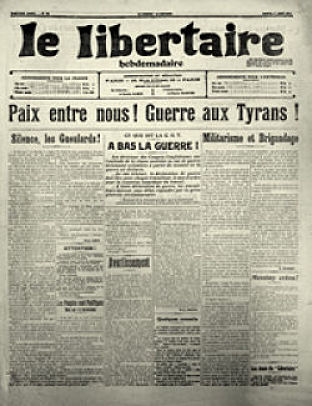
Le Libertaire del 1º agosto 1914, ultimo numero prima dello scoppio della prima guerra mondiale.

Mobilitato, rimase ferito al fronte nel settembre 1915. Il 18 settembre 1916 disertò il 116º reggimento di fanteria e sì trasferì a Parigi sotto il falso nome di Jean Peckers.
Nel giugno 1917 fu arrestato insieme a Louis Lecoin, Jules Lepetit, Pierre Ruff, Claude Content e Pierre Le Meillour per aver pubblicato clandestinamente 12000 copie di un numero del quotidiano Le Libertaire intitolato "Exigeons la Paix" in favore della pace. Inizialmente condannato a quindici mesi di reclusione, il 3 dicembre 1917 la Corte d'appello di Parigi aumentò la sua pena a tre anni. Rilasciato nell'ottobre 1919 grazie all'amnistia, venne nuovamente arrestato e condannato il 23 gennaio 1920 a un anno di reclusione con l'accusa di diserzione.
Successivamente aderì al Partito Comunista Francese, prendendone però le distanze poco tempo dopo.
Nel 1923 fondò il giornale Le Semeur de Normandie, che nell'ottobre 1926, in occasione della 50ª pubblicazione, venne ribattezzato in Le Semeur contre tous les tyrans. Il giornale venne chiuso nel novembre 1936.

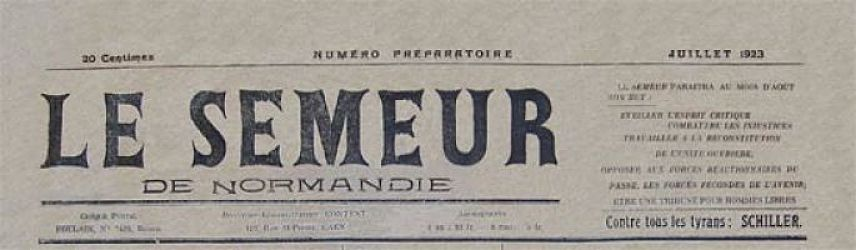
Le Semeur de Normandie

In seguito all'incendio del Reichstag del 28 febbraio 1933, con André Prudhommeaux iniziò una campagna in difesa del responsabile Marinus van der Lubbe, pubblicando sul suo giornale diversi articoli tra cui Marinus van der Lubbe, prolétaire ou provocateur? (Marinus van der Lubbe, proletario o provocatore?) e Le Carnet de route d'un Sans-patrie, journal de voyage en Europe du jeune militant, quest'ultimo pubblicato dopo la sua morte sotto l'egida del Comitato Internazionale Van der Lubbe creato nel settembre 1933 e di cui Barbé ricoprì la carica di tesoriere.
In occasione della rivoluzione anarchica spagnola del 1936 partì per Perpignano dove fu per sei mesi segretario generale della Federazione degli emigrati antifascisti spagnoli in Francia, un'organizzazione che riunì e aiutò quasi 300000 lavoratori spagnoli. Dal 1937 al 1938 pubblicò quattro numeri del giornale Lu dans la presse libertaire-syndicaliste espagnole.
Dopo la fine della seconda guerra mondiale scrisse articoli per diversi giornali anarchici e pacifisti francesi. Morì a Falaise nel 1983.